# Championnat de France de rugby à XIII 1954-1955
Navigation
Édition précédente Édition suivante
Le Championnat de France de rugby à XIII 1954-1955 oppose pour la saison 1954-1955 les meilleures équipes françaises de rugby à XIII au nombre de quatorze.

## Liste des équipes en compétition
| Albi Avignon Bayonne Bordeaux Carcassonne Carpentras Cavaillon Lézignan Lyon Marseille Celtic Paris XIII Catalan Toulouse O. Villeneuve-sur-Lot |

Quatorze équipes participent au championnat de France de première division.

## Déroulement de la compétition

### Classement de la première phase
| Classement | Club               | Points | Matchs |
| 1er        | Avignon            | 69     | 25     |
| 2e         | Carcassonne        | 68     | 26     |
| 3e         | Albi               | 66     | 26     |
| 4e         | Lyon               | 66     | 26     |
| 5e         | Marseille          | 64     | 26     |
| 6e         | XIII Catalan       | 54     | 26     |
| 7e         | Villeneuve-sur-Lot | 53     | 24     |
| 8e         | Bordeaux           | 45     | 26     |
| 9e         | Cavaillon          | 45     | 26     |
| 10e        | Carpentras         | 40     | 26     |
| 11e        | Celtic de Paris    | 40     | 26     |
| 12e        | Lézignan           | 37     | 26     |
| 13e        | Toulouse           | 35     | 25     |
| 14e        | Côte basque XIII   | 29     | 25     |

|  | Qualifié pour les demi-finales |

## Phase finale
|  | Demi-finales                  | Demi-finales                  | Demi-finales                  | Demi-finales                  |      |      | Finale                    | Finale                    | Finale                    | Finale                    |
|  |                               |                               |                               |                               |      |      |                           |                           |                           |                           |
|  | Le 1er mai 1955 à Carcassonne | Le 1er mai 1955 à Carcassonne | Le 1er mai 1955 à Carcassonne | Le 1er mai 1955 à Carcassonne |      |      | Le 15 mai 1955 à Toulouse | Le 15 mai 1955 à Toulouse | Le 15 mai 1955 à Toulouse | Le 15 mai 1955 à Toulouse |
|  | Lyon                          | Lyon                          | 11                            | 11                            |      |      | Le 15 mai 1955 à Toulouse | Le 15 mai 1955 à Toulouse | Le 15 mai 1955 à Toulouse | Le 15 mai 1955 à Toulouse |
|  | Lyon                          | Lyon                          | 11                            | 11                            |      |      | Le 15 mai 1955 à Toulouse | Le 15 mai 1955 à Toulouse | Le 15 mai 1955 à Toulouse | Le 15 mai 1955 à Toulouse |
|  | Avignon                       | Avignon                       | 2                             | 2                             |      |      | Le 15 mai 1955 à Toulouse | Le 15 mai 1955 à Toulouse | Le 15 mai 1955 à Toulouse | Le 15 mai 1955 à Toulouse |
|  | Avignon                       | Avignon                       | 2                             | 2                             | Lyon | Lyon | 18                        | 18                        |                           |                           |
|  | Le 1er mai 1955 à Avignon     |                               |                               |                               | Lyon | Lyon | 18                        | 18                        |                           |                           |
|  |                               |                               | Carcassonne                   | Carcassonne                   | 10   | 10   |                           |                           |                           |                           |
|  | Carcassonne                   | Carcassonne                   | Carcassonne                   | Carcassonne                   | 10   | 10   | 27                        | 27                        |                           |                           |
|  | Carcassonne                   | Carcassonne                   |                               |                               |      |      |                           | 27                        |                           |                           |
|  | Albi                          | Albi                          | 13                            | 13                            |      |      |                           |                           |                           |                           |
|  | Albi                          | Albi                          | 13                            | 13                            |      |      |                           |                           |                           |                           |

### Finale
(mt : -)
Homme du match :
Points marqués :
- Lyon: 1 essai de Voron, 2 pénalités de Duffort
- Carcassonne: 2 essais de Delpoux et Husson

Évolution du score : 
Arbitre : M. Phillips
Spectateurs : 12 000
Composition des équipes :
- Lyon : Guy Lucia - Gérard Bastianelli, Antoine Lécuyer, Roger Rey, Maurice Voron, - Joseph Crespo, Gérard Dautant - Joseph Vanel, Jean Audoubert, Joseph Krawczyk, Henri Tatarzinski, Guy Augey, René Duffort - Entraîneur : Charles Petit
- Carcassonne : Louis Poletti - Guy Husson, Gilbert Alberti, André Delpoux, René Benausse - Gilbert Benausse, Claude Teisseire - Herraes, Martin Martin, Jacques Savary, Brial, Henri Vaslin, Jean Dedieu, Roger Guilhem - Entraîneur : Félix Bergèse

## Effectifs des équipes présentes
| Lyon            | Jean Audoubert Guy Augey Gérard Bastianelli Élie Brousse Coudray Joseph Crespo Gérard Dautant René Duffort Joseph Krawczyk Victor Larroudé Antoine Lécuyer Guy Lucia Robert Lucia Martinez Mollard Raymond Roger Rey Henri Tatarzinski Joseph Vanel Maurice Voron Entraîneur : Charles Petit | Carcassonne        | Gilbert Alberti Gilbert Benausse René Benausse Brial Jean Dedieu André Delpoux Fabre Herraes Pierre Malrieu Martin Martin André Marty Cl. Marty Roger Guilhem Guy Husson Jammes Louis Mazon Jean Nédorézoff Parisé Louis Poletti Savary Claude Teisseire Henri Vaslin Entraîneur : Félix Bergèse |
| Avignon         | Jean-Pierre Barnaud André Béraud André Casas Henri Cazade Paul Césard Léon Delaye Abel Duplan Robert Grangeon René Jean Jacques Merquey Augustin Parent Georges Rascol Jean Rouqueirol André Savonne Entraîneur : Abel Mayen                                                                 | Marseille          | Auguste Ambert Maurice André Antranick Apellian Eugène Billione Roger Carmouze Dégeilh Guy Delaye Jean Dop Joseph Grasseau René Ferrero Jean Pambrun Albert Lavantes Robert Moncéré Denis Morelli Raoul Pérez Henri Prudon Jean Rinaldi                                                          |
| Bordeaux        | Clément Andrinople André Audy Angelo Boldini André Carrère Raymond Contrastin Jean Darricau Delest André Ducasse Christian Duplé Granereau Adolphe Inza René Lamouliatte Jean-Michel Lueza Mora Armand Save Serres Soulié Theux Tréboutat Yves Treilhes Entraîneur : Jean Duhau              | Toulouse           | Bernard Fernand Cantoni Vincent Cantoni Paul Caujolle Bernard Cesses Vigouroux |
| Cavaillon       | Roger Frassi Gayé Michel Lopez François Montrucolis Sabeyrac André Vadon | Villeneuve-sur-Lot | Barès André Carrère Pascal Eito Roger Estrada Antoine Jimenez Masetti Mugica Entraîneur : René Lhoste |
| XIII Catalan    | Gaston Comes Francis Lévy Jep Maso René Mestres René Moulis Puig-Aubert | R.C. Albigeois     | Gabriel Berthomieu Jean-Marie Bez Marcel Blanc Bougaron Claude Boutonnet Corduriès Jean Couveignes Jean Deloncle Descous Georges Fages Charles Galaup André Rives Roques Serge Tonus Teychenné Gilbert Verdié Viguier Entraîneur : Jean-Marie Vignal                                             |
| Celtic de Paris | Alo Baby Baratte Bize Conquet René Lasserre Sylvain Ménichelli Meunier Moyano Peyralade Piccolo Podetti Pollux Sancla Soyer | Carpentras         | Hugues Baldassin Baldet Ballestère Bony Bousquet Guy Cardona Cazottes Fontveille Joseph Guiraud André Labassa Lasmarie Emmanuel Pérez Hildebert Prats Tanzili Pierre Uranga |
| Lézignan        | Roger Arcalis Louis Calmet Carreau Joseph Guiraud Édouard Ponsinet | Côte basque        | Afonso Barnabé Maurice Bellan Robert Caillou Gonzalez Marcadet Mary |